# Rubenilson dos Santos da Rocha
Rubenilson dos Santos da Rocha, genannt "Kanu" (* 23. September 1987 in Salvador da Bahia) ist ein brasilianischer Fußballspieler.

## Karriere
Der schnelle Mittelfeldspieler Kanu startete seine Karriere bei seinem Heimatverein Grêmio Barueri, von wo er 2008 von Februar bis Mai an den CA Juventus verliehen war. Einen Sprung machte seine Karriere, als ihn Grêmio Barueri von August bis Dezember an den belgischen Spitzenclub RSC Anderlecht verlieh. Darauf wurde die zuvor geeinigte Kaufoption genutzt. Zwischenzeitlich war Kanu an Ligakonkurrent Cercle Brügge ausgeliehen gewesen. Nach seinem Vertragsende wechselte er 2013 zu Terek Grosny nach Russland. Hier spielte er drei Jahre und ging dann 2016 zum thailändischen Verein Buriram United nach Buriram. Dort kam er jedoch nur in einem Pokalspiel zum Einsatz. Es folgten weitere Stationen bei Omonia Nikosia, KV Kortrijk und al-Raed. Über PO Xylotymbou, einem Verein aus Zypern, wechselte er Ende März 2021 zum brasilianischen Viertligisten SD Juazeirense. Von dort wechselte er im folgenden Sommer zum belgischen Drittligisten Rupel Boom FC.

## Erfolge
RSC Anderlecht
- Belgischer Meister: 2010, 2012, 2013
- Belgischer Superpokalsieger: 2013